# Улитка (жизненная форма)
Ули́тки — общеупотребительное название брюхоногих моллюсков (лат. Gastropoda), обладающих наружной раковиной. Брюхоногих моллюсков с рудиментарной раковиной или полностью утративших её называют слизнями. Поскольку большинство брюхоногих обладает раковиной, улитками часто называют всех представителей класса.

## Строение

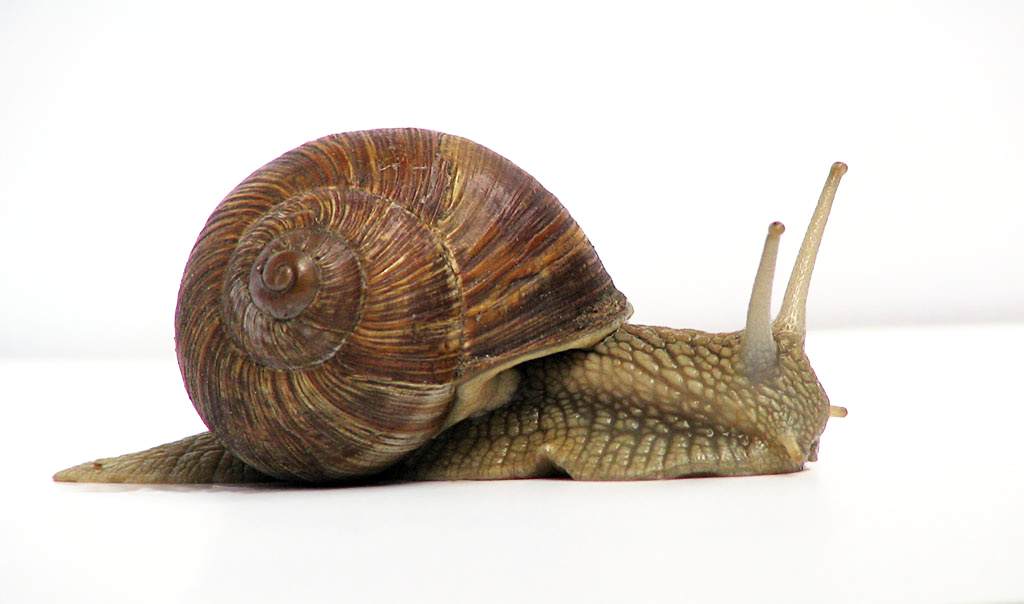
Виноградная улитка

В теле улитки выделяют голову, ногу и внутренностный мешок, от которого отходит мантийная складка.
Улитки передвигаются на нижней поверхности ноги (подошве), прогоняя по её длине волны мышечных сокращений. Кроме того, эпителий ноги выделяет большое количество слизи, способствующей лучшему скольжению по поверхности субстрата. Мелкие улитки способны передвигаться за счёт биения ресничек.
Внутренностный мешок заключён в выделяемую мантией известковую раковину, закрученную в спираль или имеющую форму колпака (морские и пресноводные блюдечки). Строение этого отдела тела нарушает билатеральную симметрию организма. Внешняя асимметрия характеризует лишь часть представителей. Она бывает обусловлена турбоспиральной (закрученной в трёх измерениях) формой раковины, а также направлением тока воды, приносящего кислород и химические сигналы к жабрам и органам чувств, находящихся мантийной полости, — слева направо. Внутренняя асимметрия (касается расположения внутренних органов) — результат произошедшего в ходе эволюции поворота раковины на 180° (торсии).

## Распространение и хозяйственное значение

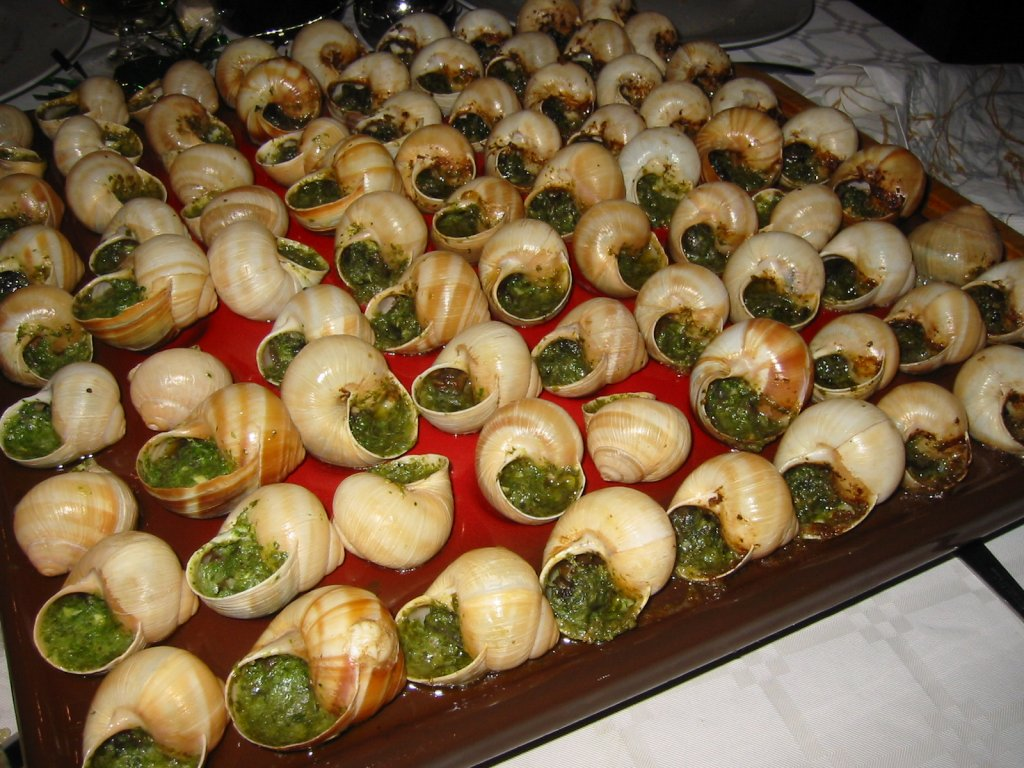
Эскарготьерка — сковорода для приготовления и сервировки виноградных улиток.

Улитки распространены по всему миру. Наибольшее число видов обитает в прибрежной зоне тропических и субтропических морей.
Мясо некоторых видов, например, виноградной улитки (Helix pomatia) или горной улитки (Helix lucorum), употребляется в пищу. Во французской кухне присутствует и икра улиток. Для коммерческого получения мяса и икры улиток разводят на специальных фермах, эта отрасль сельского хозяйства называется гелицекультура. 
Раковины используют в качестве сувениров. Многие виды улиток — специфичные хозяева для ряда паразитических беспозвоночных, например, трематод (Trematoda). Популяции некоторых видов могут представлять собой природный очаг опасных заболеваний человека, таких как шистосомоз и описторхоз.

## В культуре

Муниципальные гербы с изображением улиток
Алустанте
Кампионе-д’Италия
Ламеак
Салешан
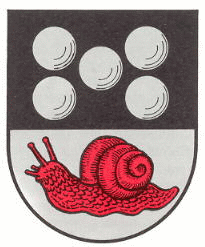
Шнеккенхаузен
Эгр
Эраньи

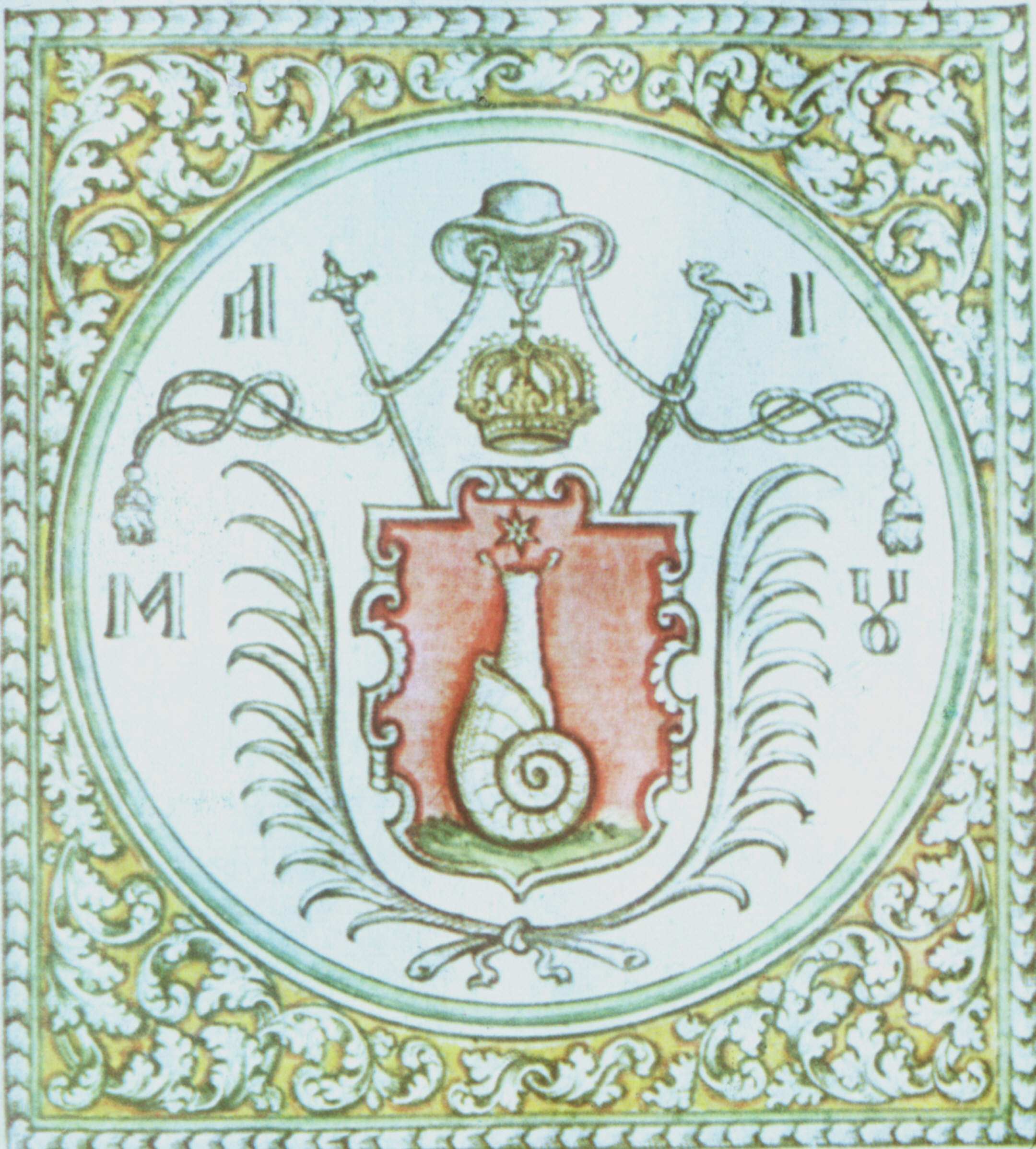
Герб Анфима Ивериского

Улитка символизировала вечность и плодородие в Египте и Вавилоне, а в средневековой Европе — грех и леность. Позже она стала символом скромности. В исламе улитка символизирует сомнение, в буддизме — терпение, а её раковина — застывшее время. В христианстве улитка получила двойное значение: во-первых, она обозначает грех и лень, так как считается, что она рождается, живёт и умирает в грязи; во-вторых, обозначает Христа, поскольку может запечатывать раковину и «воскресать» через время.
Девиз герба некоторых герцогов Гонзага — «Всё своё ношу с собой» — также символизирует улитка и её раковина.
В геральдике улитка является символом настойчивости, осторожности, а также предусмотрительности.